# Santo Stefano al Mare
Santo Stefano al Mare – miejscowość i gmina we Włoszech, w regionie Liguria, w prowincji Imperia.
Według danych na rok 2004 gminę zamieszkiwały 2084 osoby, 1042 os./km².